# 大須大道町人祭

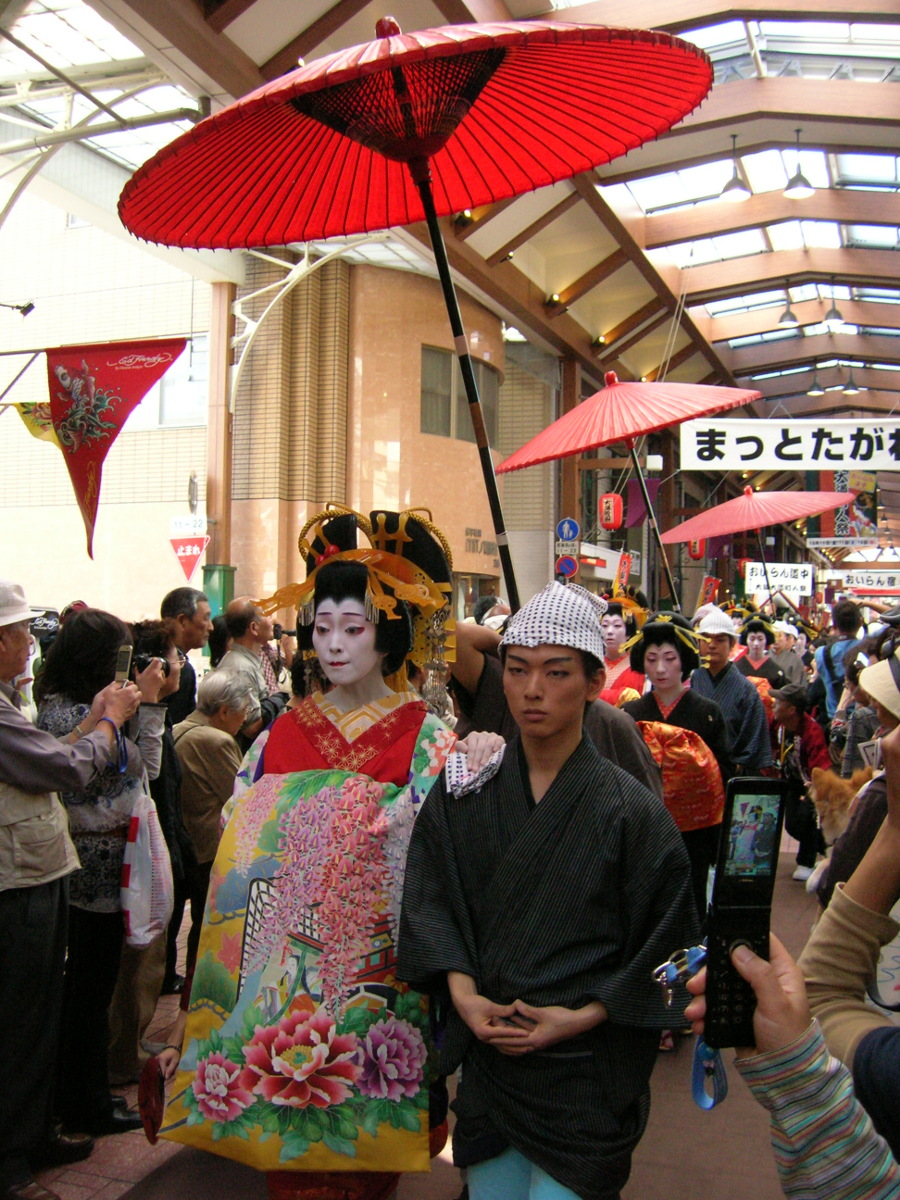
大道町人祭でのおいらん道中（2008年）

大須大道町人祭（おおすだいどうちょうにんまつり）は、毎年10月中旬に愛知県名古屋市中区の大須地区で行われるイベント。2日間で延べ50万人以上の観客を動員する名古屋の一大イベントである。

## 概要
1970年代後半、栄や名古屋駅前の開発が進んだ事により、人影もまばらな商店街と化していた大須に客を呼び戻すために企画された。
発端となったのは1975年（昭和50年）6月28日に開催された『人間のまつり、アクション大須』で、当時名城大学助教授だった池田芳一（1940年 - 2008年）の発案によって「第二のふるさと創造」をテーマに掲げたこのイベントは35万人を集めた。
これに刺激を受けた大須の商店主らによって、1978年（昭和53年）10月14～15日に第1回『大須大道町人祭』は開催された。1976年から大須に移り住んでいた原智彦を実行委員長とした最初の大道町人祭には寺山修司も賛同して参加している。当時は高度経済成長による世相の変化もあって、大道芸人たちが行き場を失いつつある時代であった事から多くの芸人が集まったが、現在の様なジャグラーやマイマーなどあまり居なかった時代でもあり、若干おどろおどろしいものであったと言う。それでもバナナの叩き売りやチンドン屋まで含めた多くの大道芸人が一所に集まる事が目を引いたのか、多くの客（一説には約50万人）が大須に訪れたと伝わる。
第1回から回を重ねた大道町人祭は1997年（平成9年）に名古屋都市景観賞を受賞し、2007年（平成19年）には30周年を迎えた。全国から集まった数多くの大道芸人が大須の町中（道路・寺の境内）などを舞台として芸を見せるこのイベントが発端となり、大須は普段でも大道芸人の姿が見られる町となっている。一方、祭の華でもある「おいらん道中」の花魁や禿は市民からの公募によるもので、花魁に付く肩貸しの男衆は長らくロック歌舞伎スーパー一座の座員が務めていた。

## 近年の出演芸人（一部）
- ギリヤーク尼ヶ崎 - 舞踏
- ちんどん通信社 - チンドン屋
- 大駱駝艦 - 金粉ショウ
- 雪竹太郎 - 人間美術館
- Mr.アパッチ - BMXアクロバット
- サンキュー手塚 - パントマイム
- 加納真実 - パントマイム
- ダメじゃん小出 - ジャグリング
- 三雲いおり - ジャグリング
- セ三味ストリート - 津軽三味線
- タック!! - ジャグリング
- タカパーチ -人間ジュークボックス
- 火付盗賊 -ファイヤーパフォーマンス

大道町人祭の傾向として、続けて参加する芸人が多い事が知られる。現在までで一番長い参加歴を持つのはギリヤーク尼ヶ崎（第2回から、途中未参加あり）である。